# マイケル・ヴァン・ヴァルケンバーグ
マイケル・ヴァン・ヴァルケンバーグ（Michael Van Valkenburgh、マイケル・バン・ボールクンバーグ　マイケル・フォルゲンバーグ、1951年 - ）はアメリカのランドスケープアーキテクト。

## 人物
環境への取り組みに積極的で、公園などの公共空間の再生など多く手掛け、数々の賞を受賞している。
プロジェクトの一部では、持続的かつ瞑想的な空間を創造、シンプルな天然素材の質感の資質を強調。
1991年から1996年までハーバード大学デザイン大学院でランドスケープ学科の教鞭を取っていた。ランドスケープ・アーキテクチャーの部門長としてプラントの設計の使用に関する入門クラスを教え、ランドスケープ・アーキテクチャーの実践におけるチャールズエリオット教授として、景観デザインだけでなく、デザイン素材としての植物の使用を教示している。 
ローマのアメリカン・アカデミーと造園家のアメリカアカデミーのフェローでもある。
現在、都市から庭にキャンパスに規模のプロジェクトに取り組んでいる景観構築会社マイケル・ヴァン・ヴァルケンバーグ・アソシエイツ （Michael Van Valkenburgh Associates、MVVA）を主宰し、ブルックリンとケンブリッジに拠点を置く。マイケル率いる事務所は、都市プランナー、建築家、エンジニア、生態学者と密接に連携し、ウェルズリー大学などと組み込みミルレースパークとアレゲニーリバーフロントパーク、ブルックリン・ブリッジ・パークとMVVAの手数がかかるマスタープランなどのプロジェクトで"生態都市計画"を達成しようと尽力。パートナーであるケイト・オルフは、ランドスケープ・アーキテクチャーとニューヨークの建築家連合の副会長である。 

### 賞歴
同社のプロジェクトは、数多くの栄誉を受けていて、主なものにASLAプロフェッショナル総合デザイン賞2006、ASLAブレンダン・ギル賞、ニューヨーク市立美術協会プログレッシブ建築賞、国立公園局歴史的な保存のためのナショナルトラスト賞、カナダ王立建築協会賞などがある。
2003年と2010年にはスミソニアン協会の国立クーパー・ヒューイットデザイン博物館で環境デザインナショナルデザイン・アーサー・W・ブルンナー賞を受賞。

## 経歴
ボールクンバーグはコーネル大学農業大学でランドスケープの学士号を取得し、イリノイ大学アーバナ・シャンペーン校大学院修士課程でランドスケープのMFAを取得。 
パートナーであるケイト・オルフは、ランドスケープ・アーキテクチャーとニューヨークの建築家連合の副会長である。 
主要作品は現在進行中のブルックリン・ブリッジ・パークの開発を始め、ニューヨークのティアー・ドロップパーク、ボストン・チルドレン・パークなどや、セント ルイゲートウェイアーチのランドスケープデザイン提案など多数。ウェルズリーキャンパス谷湿地帯復元など、自身のビジョンであるエコロジーアーバニズム・荒野の維持を、その対極としての都心でも可能とし、都市公園ではない、自然の生態系と調和して機能する必要を説いている。

### コンペ歴
下段のドンランズトロントプロジェクト、 シティ+ +アーチ川セントルイスイースト設計競技やペンシルベニア・アベニュー・ホワイトハウスのデザインコンテストではMVVAも含む複数の高プロファイルで当選している。
このほか、セントルイスアーチの敷地内とその周辺の都市の状況を再設計する国際設計競技に当選。

## ユードキシア
1987年、ランドスケープの新しい試みを集めた展覧会、「Transforming the American Garden」展が開催された。その中の1つの作品としてマイケル・ヴァン・ヴォルケンバーグが出展した「ユードキシア」は、架空の都市の一角に提案されたポケットパークであり、会場の壁面には縦長のアクソメ図面が4枚が展示された。ドローイングが4枚である理由は、一見したところ、四季それぞれのポケットパークを描いたからのように思われる。またその空間構成は、当時の建築界で多用されたロシア構成主義的なスキームで成立、そこにこそヴォルケンバーグの隠された批評があることに気づく。彼は、あえてかたちのオリジナリティを捨て、季節がもたらす空間の変容をテーマとしていた。
カバかブナであろうか、円形をかたちづくる生け垣が、夏はその他の常緑の中に埋もれているが、秋を迎えそれは密実な色鮮やかな紅葉を見せ円形空間を浮き上がらせる。ところが雪景色のドローイングの中ではすっかり葉を落とし、円形空間は姿をひそめ、代わりに常緑樹が短冊形の空間を規定する。すなわち、「ユードキシア」にとって、ロシア構成主義の形式は「かりそめの姿」なのである。円形や短冊状の空間の重なり合いそのものではなく円形の空間が実質的に現れたり消えたりすること、空間そのものが生きていることを彼は描き出している。時間とともに、文字通り空間のかたちが変わること、これはどれだけ立体的に高度な空間を構成しようにもほかの芸術に成しえないランドスケープの1つの本質を導いた。